# Alice Connor
Alice Rose Connor (Buckinghamshire, 2 agosto 1990) è un'attrice britannica.
Ha iniziato la sua carriera a 9 anni, con una piccola parte ne Il destino di un cavaliere. Ha poi recitato nell'adattamento televisivo di The Illustrated Mum, romanzo di Jacqueline Wilson, nelle serie televisive The New Worst Witch (spin-off della serie Scuola di streghe) e My Spy Family e nel film Il re dei ladri.

## Filmografia
- Il destino di un cavaliere (A Knight's Tale), regia di Brian Helgeland (2001)
- Il re dei ladri (The Thief Lord), regia di Richard Claus (2006)

### Televisione
- Ritorno a casa (Coming Home), regia di Giles Foster – miniserie TV (1998)
- Fun Song Factory – serie TV, 5 episodi (1998)
- The Illustrated Mum, regia di Cilla Ware – film TV (2002)
- Crime and Punishment, regia di Julian Jarrold – film TV (2002)
- Fungus the Bogeyman, regia di Stuart Orme – miniserie TV (2004)
- UGetMe – serie TV, 21 episodi (2004-2005)
- Scuola di streghe (The New Worst Witch) – serie TV, 25 episodi (2005-2007)
- My Spy Family – serie TV, 38 episodi (2007-2010)
- Coming of Age – serie TV, episodio 2x01 (2010)
- Hotel Trubble – serie TV, episodio 3x06 (2011)
- Sadie J – serie TV, episodio 3x03 (2013)
- L'amore e la vita - Call the Midwife (Call the Midwife) – serie TV, episodio 6x03 (2017)